# Dolphin (Stradivarius)
Pour les articles homonymes, voir Dolphin.
Le Stradivarius Dolphin (ou Delfino) est un violon fabriqué en 1714 par le luthier de Crémone Antonio Stradivari. Son nom lui a été attribué par l'un de ses propriétaires, George Hart, en référence à la forme bombée et à la couleur du fond de l'instrument qui lui rappelé un dauphin.
Le Dolphin est un violon de l'âge d'or de Stradivari. Il est également considéré comme l'un des meilleurs instruments fabriqués par le maître luthier italien. Il a été joué notamment par les interprètes Jascha Heifetz, Akiko Suwanai ou Ray Chen.
Le Stradivarius appartient depuis 2000 à la Nippon Music Foundation qui le prête à des violonistes reconnus comme Akiko Suwanai ou Ray Chen. Le Dolphin a également appartenu à Jascha Heifetz pendant une quinzaine d'années.

## Description

### Authenticité et origine du surnom
Le Dolphin est un violon fabriqué par le luthier crémonais Antonio Stradivari en 1714. Cette date est confirmée par l'étiquette de l'instrument.

« Antonius Stradiuarius Cremonensis Faciebat Anno 1714. »

— Inscription sur l'étiquette du Stradivarius Dolphin
Le violon est surnommé Dolphin en référence à la forme et aux reflets colorés du fond de l'instrument qui rappelaient à l'un de ses propriétaires, George Hart, un dauphin,.

### Caractéristiques
Le Stradivarius Dolphin appartient à l'âge d'or de Stradivari dont il est considéré comme l'un des exemplaires les plus fameux,,.
Le fond du violon est composé de deux pièces d'érable et mesure environ 35,8 centimètres de long. Le bois est fortement ondé au centre (jointure) et moyennement sur les côtés. La largeur maximale de l'instrument dans son tiers supérieur (proche de la touche) est d'environ 16,8 centimètres.
La table d'harmonie du Dolphin est constituée de deux pièces d'épicéa de grains moyens.
Une étude dendrochronologique a montré que le bois utilisé pour la fabrication du violon datait de 1704.
La volute est en érable légèrement ondé.
Le vernis du Dolphin est de couleur marron teintée de rouge.

### Qualité sonore
Le Dolphin dispose de grandes qualités sonores, à l'instar d'autres grands stradivarius de cette période comme le Alard ou le Messiah,.

### Luthiers et experts en charge de l'instrument
Au milieu du XIXe siècle le Stradivarius Dolphin était en possession du luthier français Jean-Baptiste Vuillaume. Entre la fin du XIXe et le début du XXe siècle, ce sont les experts W. E. Hill & Sons qui suivent régulièrement l'instrument, notamment lors des différentes ventes.

## Histoire
Les premières 150 années du Dolphin ne sont pas connues des spécialistes. Il faut attendre 1862 pour trouver une première trace historique du Stradivarius, alors en possession de Jean-Baptiste Vuillaume qui le cède cette année là. Jusqu'en 1915, l'instrument est acquis et vendu par près d'une dizaine de personnes, dont les collectionneurs David Laurie et Richard Bennett. Les luthiers et experts W. E. Hill & Sons suivent l'instrument au cours de cette période et assurent plusieurs transactions,.
Durant cette période, l'un de ses propriétaires, George Hart, surnomme le Stradivarius « Dolphin ». La forme ainsi que les reflets colorés du fond de l'instrument lui rappelaient un dauphin. Le Dolphin a conservé ce surnom depuis,.
En 1915, Richard Bennett acquiert à nouveau le Dolphin et le conserve jusqu'en 1935, date à laquelle il le cède à George Kemp,.
C'est en 1950 que le célèbre violoniste Jascha Heifetz entre en possession du Dolphin. Par les suite, les collectionneurs Henry Hottinger puis Cho-Ming Sin en 1970 sont les propriétaires du Stradivarius,.
La Nippon Music Foundation acquiert le Dolphin en 2000 et le place dans sa collection de violons prêtés à des solistes renommés,. Akiko Suwanai et Ray Chen bénéficie d'un prêt et ont l'occasion de jouer avec ce Stradivarius,.

## Estimation financière
Le montant de la dernière transaction du Dolphin (en 2000) n'est pas connu. Néanmoins, le Stradivarius est estimé aux alentours de 10 millions dollars par les spécialistes.

## Propriétaires
Les propriétaires et musiciens attestés sont les suivants, :
| Propriétaire                   | Depuis | Jusqu'en | En   |
| ------------------------------ | ------ | -------- | ---- |
| Jean-Baptiste Vuillaume        |        |          | 1862 |
| Caspar Gottlieb Meier          | 1862   | 1868     |      |
| George Hart                    | 1868   | 1875     |      |
| John Adam                      | 1875   |          |      |
| David Laurie                   |        | 1882     |      |
| Richard Bennett                | 1882   | 1892     |      |
| Lionel Walker Munro            | 1892   | 1910     |      |
| Madame Arthur Kendall Stothert | 1910   | 1915     |      |
| Richard Bennett                | 1915   | 1935     |      |
| George Kemp                    | 1935   |          |      |
| Jascha Heifetz                 | 1950   |          |      |
| Henry Hottinger                |        | 1965     |      |
| Rembert Wurlitzer Inc.         |        |          | 1965 |
| Cho-ming Sin                   | 1970   | 2000     |      |
| Nippon Music Foundation        | 2000   | Actuel   |      |